# رينيه بيجن
رينيه بيجن هو سياسي كندي، ولد في 2 يوليو 1912 في مدينة كيبك في كندا، وتوفي بنفس المكان في 18 نوفمبر 1980. نشط حزبياً في الحزب الليبرالي الكندي. وقد انتخب عضو مجلس العموم الكندي.